# Чудесная невеста

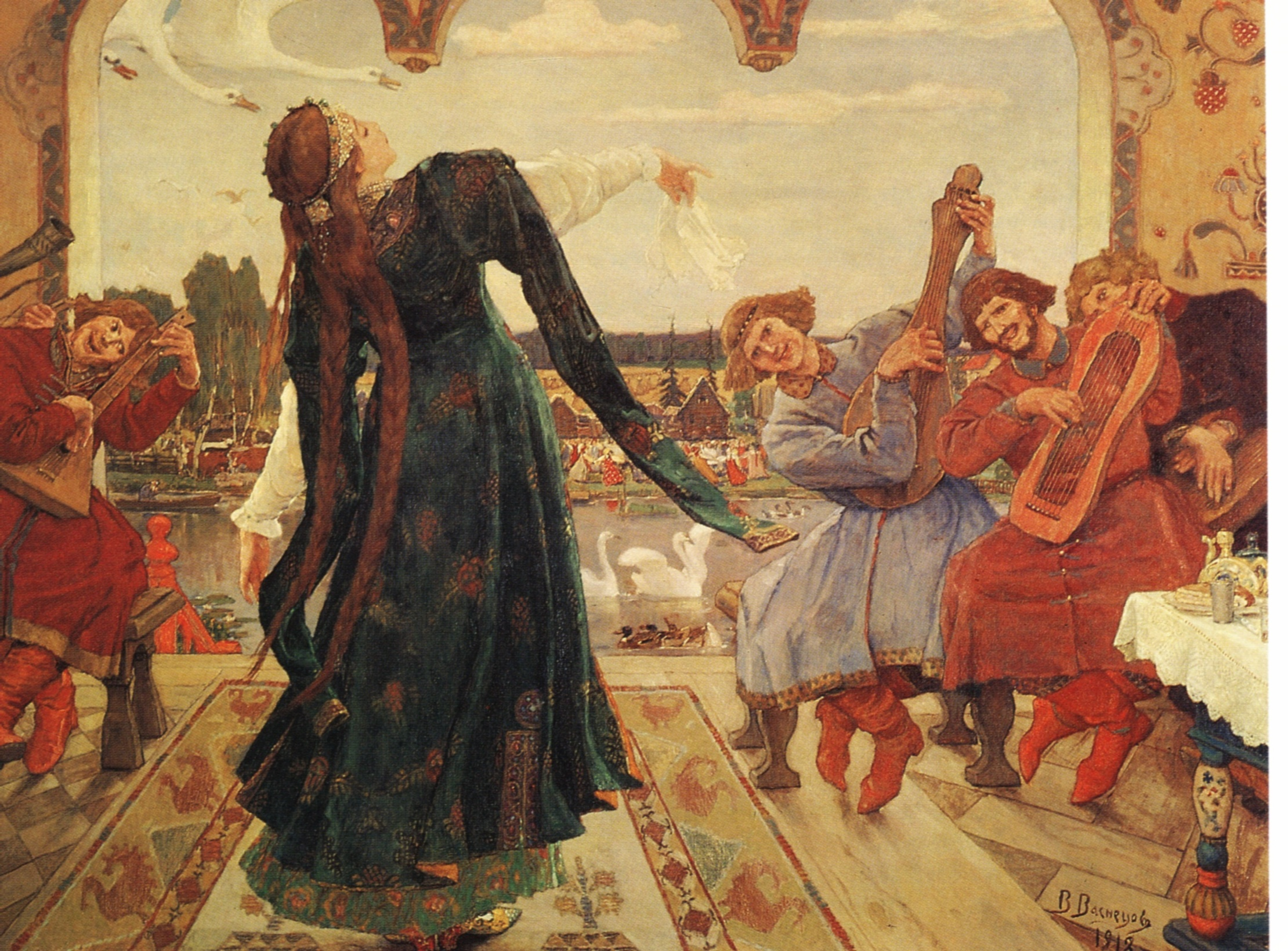
В. М. Васнецов В. М., «Царевна-лягушка» (1918)

Чуде́сная неве́ста (Чудесная жена, Невеста/жена-волшебница, Чудесный помощник, Невеста-помощница) — архетип героини в волшебных сказках, обладающей умом, хитростью, а часто и волшебством. Является сильным вариантом женского героя.
Чудесная невеста близка сказочному герою своей смелостью, добрым сердцем и верностью любимому человеку. Вместе с тем она превосходит его обладанием магической силой, с помощью которой помогает герою разрешить хитроумные задачи, спастись от погони, выйти победителем в сражении с чудовищами. Таким образом, эта героиня выполняет в сказке двойную художественную функцию: она и главный персонаж, и основной помощник главного героя.
Из той же серии сюжет, в котором герой, нарушая запрет невесты, разгадывает её тайну, отчего теряет её и вынужден отправиться на её поиски в некую тотемическую страну. В рамках классической европейской волшебной сказки чудесная невеста часто превращается из животного в принцессу.
Примерами сказок с таким архетипом являются: Медея, итальянская сказка «Обезьяний дворец», эстонская сказка «Кошкин дом», русские сказки «Пойди туда, не знаю куда», «Царевна-лягушка» и те, в которых фигурирует героиня Василиса Премудрая, говорящая птица Xезаран-Больболь в тексте Галлана, пьеса Леонида Филатова «Про Федота-стрельца, удалого молодца».